# La Gran y Poderosa Trixie
La Gran y Poderosa Trixie (oficialmente llamada Trixie Lulamoon) es un personaje ficticio que aparece en la cuarta encarnación de la línea de juguetes y franquicia My Little Pony de Hasbro, comenzando con My Little Pony: La Magia de la Amistad (2010-2019). Su voz es la de Kathleen Barr.
Trixie es representada como una maga unicornio antropomórfica, jactanciosa y fanfarrona que viaja por toda Equestria realizando espectáculos de magia. Inicialmente presentada como antagonista, su personaje evolucionó a lo largo de la serie para convertirse en una aliada y eventualmente en una amiga cercana de Starlight Glimmer. A menudo se la ve con un gran sombrero morado y una capa.

## Apariciones

### Cuarta encarnación deMy Little Pony(2010-2021)

#### My Little Pony: La amistad es mágica
Trixie, una maga unicornio jactanciosa que exagera sus habilidades mágicas, se refiere a sí misma en tercera persona y se hace llamar "La gran y poderosa Trixie". Ella hace apariciones en el programa y varios spin-offs, comenzando como rival de Twilight en el episodio "Boast Busters", pero se vuelve más disculpa después de ver el error de su venganza en "Magic Duel". Hace apariciones recurrentes a partir de "No Second Prances", cuando se hace amiga de Starlight. Más tarde, en "A Horse Shoe-In", se convierte en la nueva consejera vocacional de la Escuela de la Amistad.

#### Equestria Girls
En la primera película, se ve a Trixie sacando galletas de mantequilla de maní de la máquina expendedora de la escuela y hace varios cameos de fondo. En la segunda película, aparece como antagonista secundaria y es la líder de su propia banda, las Ilusiones. Ella; como la mayoría de la escuela; se vuelve demasiado competitiva mientras está bajo el hechizo de las Dazzlings cuando la exhibición se convierte en una competencia. Su banda llega a las semifinales y se enoja cuando pierde contra las Rainbooms a pesar de que estas no terminan su canción. Las Dazzlings la convencen de impedir que las Rainbooms actúen atrapándolas debajo del escenario. Dado que las Rainbooms aparentemente pierden, la banda de Trixie toca en la final. Su banda es descalificada cuando las Rainbooms reaparecen y derrotan a las Dazzlings. A pesar de ser liberada del hechizo, Trixie aún jura vengarse de su derrota, mientras interrumpe el momento romántico de Twilight y Flash, y sale del escenario después de lanzar una bomba de humo, cayendo de las gradas durante su huida.

## En la cultura popular
Trixie aparece como un easter egg en forma de llavero en el videojuego Watch Dogs de 2014 con un atuendo similar al del protagonista del juego.
Un headcanon notable entre el fandom brony es la teoría de que Trixie es transgénero ("Trans Trixie"), que surge de un comentario de Lauren Faust de que el unicornio fanfarrón en "Boast Busters" era originalmente masculino. Esta interpretación ha ganado fuerza entre algunos fanáticos, particularmente en las comunidades LGBTQ+ dentro del fandom. La música fandom Vylet Pony defiende la teoría de que Trixie es transgénero, citando elementos del diseño del personaje que, según ella, se parecen más a los ponis machos (sementales) que a las ponis hembras (yeguas) en el programa, entre otros indicadores potenciales.
Trixie fue una de las primeras voces de personajes implementadas en 15.ai, una aplicación web de texto a voz que permitía a los usuarios generar el habla de personajes ficticios.